# Parkeisenbahn

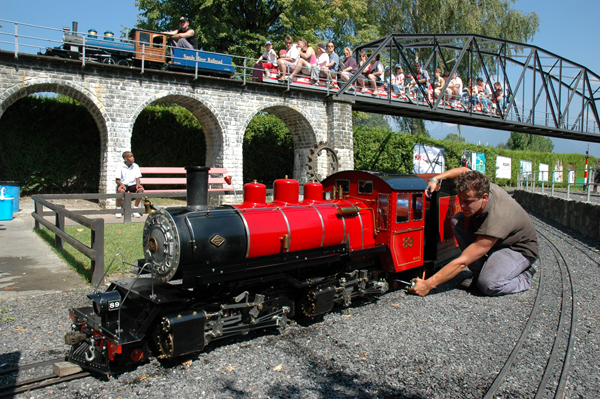
Parkeisenbahnen im Swiss Vapeur Parc, Le Bouveret, Wallis, CH
(oben: Spur 5 Zoll, unten: Spur 7¼ Zoll)

Bei einer Parkeisenbahn handelt es sich um eine schmalspurige Eisen- oder Modellbahn, die zur Personenbeförderung innerhalb eines Parks oder Vergnügungsparks vorgesehen ist. Die Spurweite reicht (mit wenigen Ausnahmen) von 381 mm (15 Zoll) bis 610 mm (24 Zoll / 2 Fuß). Die Fahrgäste können dabei, der Größe des Rollmaterials wegen, wie bei einer richtigen Eisenbahn im Fahrzeug sitzend befördert werden. Einige dieser Bahnen bilden als Modellbahn ein konkretes historisches Vorbild ab, andere sind eher mit einer Feldbahn oder öffentlichen Schmalspurbahn vergleichbar. Wegebahnen, d. h. Straßenzüge in eisenbahnähnlichem Aussehen, sind keine Parkeisenbahnen.

## Allgemeines

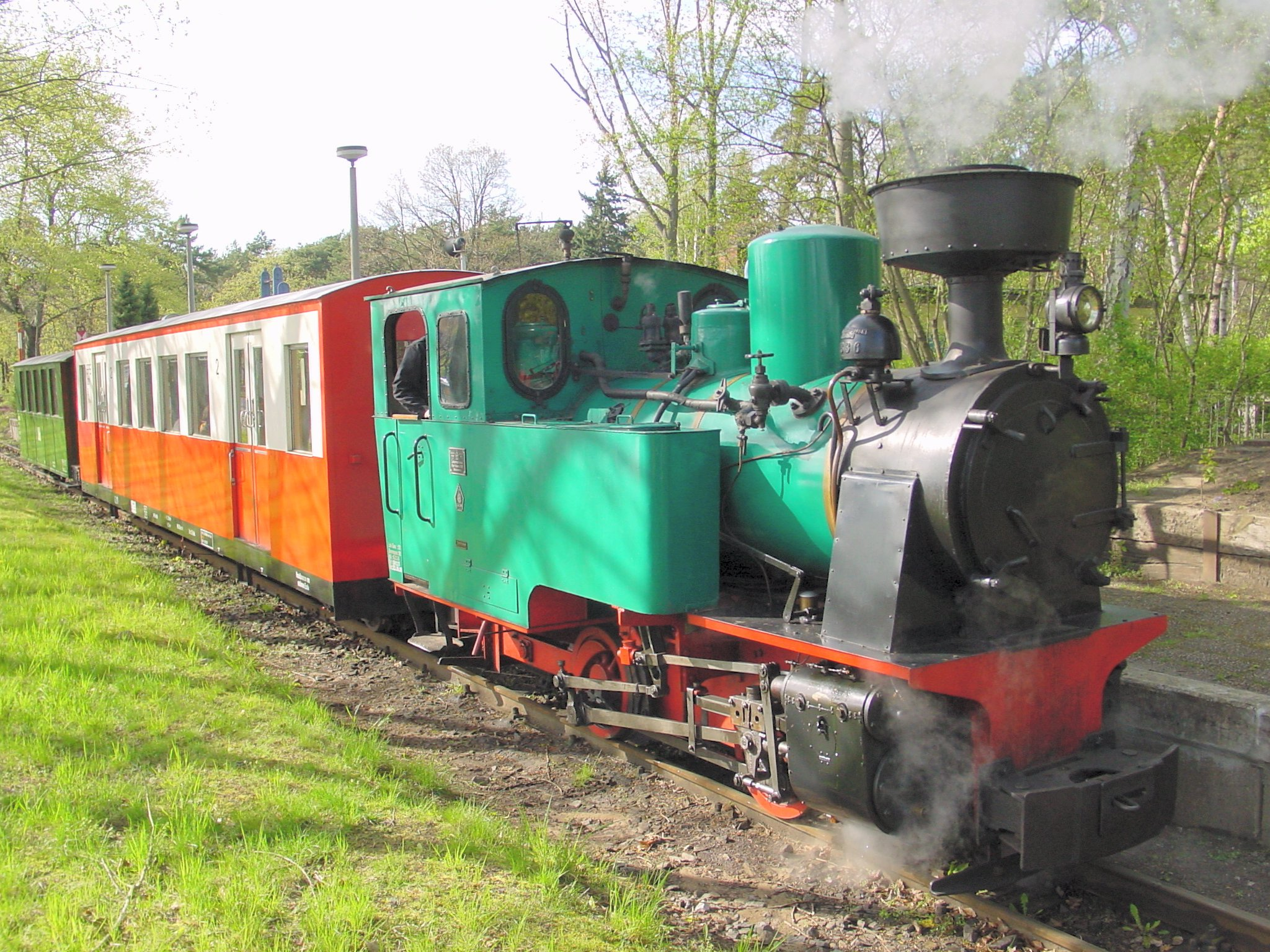
Die Dampflok Lowa der Berliner Parkeisenbahn in der Station Hauptbahnhof

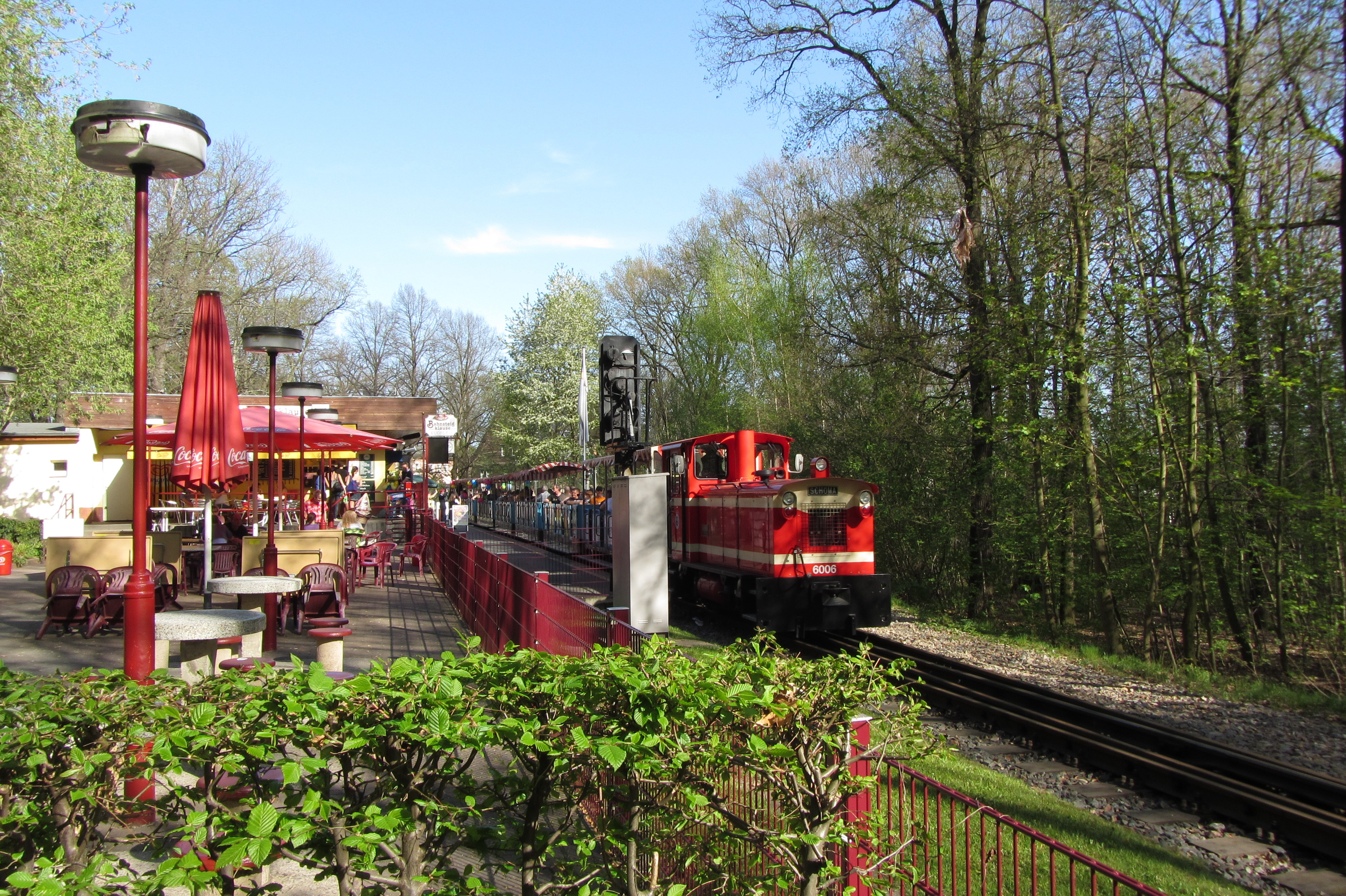
Parkeisenbahn Chemnitz im Küchwaldpark

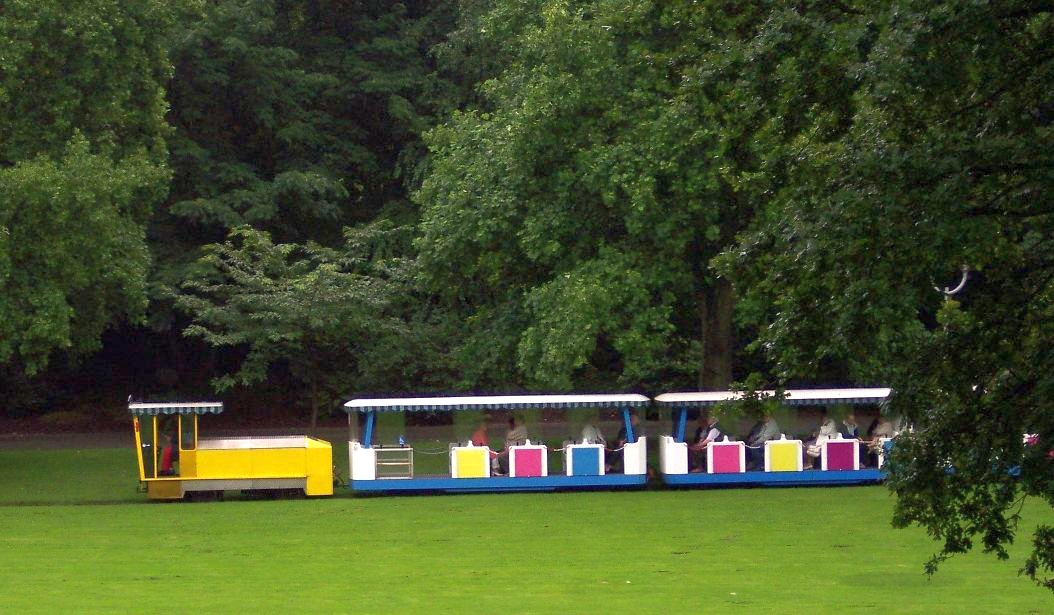
Parkeisenbahn im Essener Grugapark

Der Übergang zur kleineren Gartenbahn ist fließend. Während diese meist im privaten Bereich aufgebaut ist und eine Form der Modelleisenbahn darstellt, steht bei der Parkeisenbahn die Vergnügungsfahrt für jedermann im Vordergrund. Auch besteht bei Parkeisenbahnen nicht unbedingt der Anspruch, ein konkretes Vorbild detailgetreu im Kleinen nachzubilden. Parkeisenbahnen sind üblicherweise fest aufgebaut. Weit verbreitet ist eine Spurweite von 381 mm (15 Zoll), die verglichen mit den Spurweiten sonstiger Eisenbahnen oder sogar Schmalspurbahnen sehr schmal ist, ebenso findet sich oftmals eine Spurweite von 600 mm, die eher einer Feldbahn gleicht.
Es sind alle Traktionsformen anzutreffen, es kommen echte kleine Dampflokomotiven, Diesellokomotiven und Elektrolokomotiven mit Oberleitungs- und Akkumulatorantrieb zum Einsatz.
Daneben gibt es auch demontierbare Parkeisenbahnen, die als Fahrgeschäft – insbesondere für Kinder – auf Volksfesten aufgebaut werden und oft als Kindereisenbahnen bezeichnet werden. Rechtlich gelten Parkeisenbahnen in Deutschland als nicht-bundeseigene Eisenbahnen (sofern sie als Eisenbahn konzessioniert sind) beziehungsweise als Fahrgeschäfte ähnlich denen auf einem Jahrmarkt (was Zulassung und Betrieb deutlich vereinfacht).
Viele Parkeisenbahnen befahren einen Rundkurs, bei dem nur an einer einzigen Station das Aussteigen und Zusteigen möglich ist, einige halten innerhalb eines Rundkurses oder einer Pendelstrecke an mehreren Stationen, wobei teilweise ein von der Fahrtstrecke unabhängiger einheitlicher Fahrpreis erhoben wird.

### Pioniereisenbahnen
Der Begriff der Pioniereisenbahn stammt aus dem Ostblock und wurde für Parkeisenbahnen verwendet, die durch Jugendorganisationen wie eine richtige Eisenbahn betrieben wurden. Dabei wurde der Einsatz als Vorbereitung auf den Beruf gesehen. Die Verwendung des Begriffs Pioniereisenbahn anstelle von Parkeisenbahn ist eigentlich nur noch im historischen Kontext zu betrachten, allerdings umgangssprachlich nach wie vor geläufig. Auch die Rechtsgrundlage zum Betrieb vieler ostdeutscher Parkeisenbahnen stellt nach wie vor die Bau- und Betriebsordnung für Pioniereisenbahnen (BOP) dar. In anderen Ländern werden diese Bahnen häufig nun als Kindereisenbahn bezeichnet.